# Blauer Luftschutz

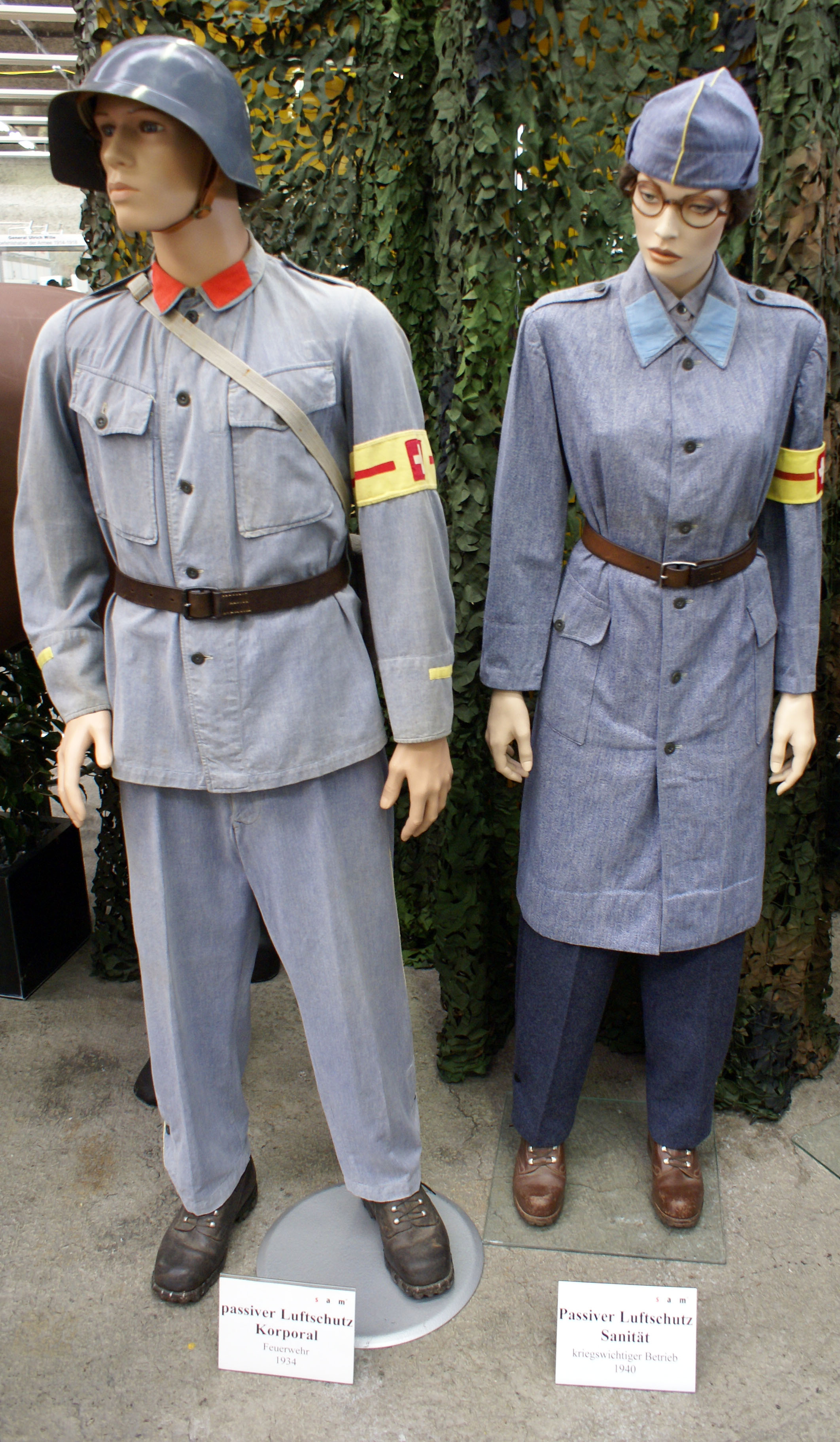
Blauer Luftschutz

Als Blauer Luftschutz wurde der passive Luftschutz in der Schweiz während des Zweiten Weltkriegs wegen den blauen Überkleidern und Uniformen umgangssprachlich bezeichnet. Der zivile örtliche Luftschutz war unbewaffnet und konnte durch die militärischen Luftschutztruppen unterstützt werden.

## Geschichte
Aufgrund der Erfahrungen während des Ersten Weltkriegs (Bombenangriffe aus der Luft und Chemieangriffe) setzte der Bundesrat 1928 eine gemischte Kommission zur Prüfung verschiedener vom Internationalen Roten Kreuz eingegangener Anregungen (Empfehlung des IKRK an die Regierungen zum Schutze der Bevölkerung gegen den chemischen Krieg) zur Schaffung eines schweizerischen Luftschutzes ein.
Am 29. September 1934 wurde von der Bundesversammlung der Bundesbeschluss (aufgrund Artikel 85 der Bundesverfassung) betreffend den passiven Luftschutz der Zivilbevölkerung angenommen und sofort als dringlich in Kraft gesetzt. Der Beschluss enthielt Massnahmen gegen die Bedrohung durch Flugzeuge und Kampfgas. Der Bundesbeschluss bildete die Grundlage zur Mitwirkung der Frauen im zivilen Luftschutz.
1936 wurde die Abteilung für passiven Luftschutz geschaffen, die dem Eidgenössischen Militärdepartement unterstellt war und bis 1945 von Eduard von Waldkirch geleitet wurde.
Mit der Verordnung des Bundesrates vom 29. Januar 1935 wurden alle Schweizer Ortschaften mit mehr als 3000 Einwohnern zur Bildung örtlicher Luftschutzorganisationen verpflichtet. Dazu kamen Ortschaften, die gemäss der Einschätzung des Generalstabes der Armee Fliegerangriffen besonders ausgesetzt sein würden (Quartiere höherer Stäbe, Armeevorrätelager, Verkehrsknotenpunkte, militärstrategische Lage, wichtige Industrien). In Ortschaften von mehr als 40'000 Einwohnern sollte der Bestand des örtlichen Luftschutzes 5–15 Promille, in kleineren Ortschaften 15–40 Promille betragen. Grössere Industriebetriebe, Krankenhäuser, öffentliche Verwaltungsgebäude und konzessionierte Unternehmen, der bauliche Luftschutz und die Strassenverkehrsregelung hatten einen ähnlich vorgeschriebenen eigenen Luftschutz zu organisieren.
Für den örtlichen Luftschutz wurden schweizerische Staatsangehörige rekrutiert, die im Falle einer allgemeinen Mobilmachung weder Militärdienst zu leisten hatten, noch infolge ihrer amtlichen zivilen Stellung unabkömmlich waren.
Die einzelnen Dienstzweige des örtlichen Luftschutzes sollten folgenden Prozentsatz des Gesamtbestandes aufweisen:
- Stäbe und Verbindung 5 %
- Alarm und Beobachtung (Fliegerbeobachtungsposten, öffentliche Alarmierung) 5 %
- Polizei mit Hilfspolizei (Überprüfung von angeordneten Massnahmen wie Verdunkelung, Bewachung von Luftschutzanlagen, Abwehr von Sabotageakten) 16 %
- Feuerwehr mit Hilfsfeuerwehr (Kriegsfeuerwehr, Brandschutz, Entrümpelung, Löschwasserversorgung)  40 %
- Sanität (Bergung von Verletzten, erste Hilfe, Behandlung) 18 %
- Chemischer Dienst (Giftstoffnachweis, Entgiftung) 8 %
- Technischer Dienst (Trümmerräumung, Schadenbehebung) 8 %.

Total wurden 1939 mehr als 70'000 Personen beim örtlichen Luftschutz eingeteilt und ausgebildet.
Jeder Luftschutzangehöriger erhielt als persönliche Ausrüstung einheitliche blaue Überkleider, Mantel, Leibgurt, Stahlhelm, Mütze und Gasmaske. Die Truppe verfügte über Korpsmaterial mit Schutzanzügen, Kreislaufgeräten sowie Spezialmaterial der verschiedenen Dienstzweige. Die Ausrüstungskosten wurden zur Hälfte vom Bund sowie den Kantonen und Gemeinden übernommen.
Mit dem Bundesratsbeschluss vom 21. September 1951 wurden die Angehörigen der örtlichen Luftschutzformationen in die militärischen Luftschutztruppen eingegliedert.
Mit der Botschaft des Bundesrates von 1961 zu einem Bundesgesetz über den Zivilschutz wurde die bisherige kombinierte Lösung (zivile Schutzorganisationen mit Hilfeleistung durch Luftschutztruppen) beibehalten.